# Rita Durão
Rita Maria Bandeira Afonso Durão (* 21. Januar 1976 in Lissabon) ist eine portugiesische Schauspielerin.

## Werdegang
Auf der weiterführenden Schule in Carnaxide nahm sie am Theaterprojekt der Schule teil. Bei der Abschlussvorstellung am Teatro do Bairro Alto, nahe des Lissabonner Bairro Altos, fiel ihr Schauspieltalent auf und sie entschied sich in der Folge für den Schauspielberuf. Ihren ersten Auftritt als professionelle Darstellerin hatte sie 1994 in O Triunfo do Inverno („Der Triumph des Winters“) von Gil Vicente, erneut am Teatro Bairro Alto und mit Regie von Luís Miguel Cintra. Es folgten weitere Theaterrollen, darunter in Marivauxs A Disputa (orig. „La Dispute“), von João Perry am Teatro da Trindade inszeniert. Danach begann ihr Einstieg in den Film mit einer Rolle in Cinco Dias, Cinco Noites von José Fonseca e Costa. Sie spielte fortan weiter häufig Theater (darunter u. a. Bertolt Brechts Baal und Heiner Müllers Anatomie Titus Fall of Rome), aber auch in weiteren Kinofilmen. Der Filmkritik fiel ihr überzeugendes Schauspiel und ihre Vielseitigkeit positiv auf. Auf der Berlinale 2000 wurde sie mit dem „Shooting Star“-Preis ausgezeichnet und 2004 erhielt sie den Preis für die beste Schauspielerin beim Filmfestival Curtas Vila do Conde. Dem Fernsehen näherte sie sich eher zögerlich und spielte zuletzt in einigen Fernsehserien.

## Filmografie
- 1996: Um Auto de Gil Vicente (TV); R: Luís Miguel Cintra (im Teatro Nacional S.João in Porto)
- 1996: Cinco Dias, Cinco Noites; R: José Fonseca e Costa
- 1997: Riscos (TV-Serie)
- 1998: Deus’ Hochzeit (As Bodas de Deus); R: João César Monteiro
- 1999: Não Se Pode Pensar em Tudo (Fernsehfilm); R: Luís Alvarães, Antonio J. Pires
- 2000: Almeida Garrett (TV-Serie)
- 2000: Cinema Amor (Kurzfilm); R: Jacinto Lucas Pires
- 2000: Nelken für die Freiheit (Capitães de Abril); R: Maria de Medeiros
- 2000: Combat d´amour en songe; R: Raúl Ruiz
- 2000: Peixe Lua; R: José Álvaro Morais
- 2000: Branca de Neve; R: João César Monteiro
- 2003: Sansa; R: Siegfried Debrebant
- 2003: Kommen und Gehen (Vai E Vem); R: João César Monteiro
- 2003: Quaresma; R: José Álvaro Morais
- 2004: O Estratagema do Amor; R: Ricardo Aibéo Kurzfilm
- 2004: Daqui p´ra alegria; R: Jeanne Waltz
- 2004: André Valente; R: Catarina Ruivo
- 2005: A Conquista de Faro (Kurzfilm); R: Rita Azevedo Gomes
- 2006: Night Shop (Fernsehfilm); R: João Constâncio
- 2007: Es geht voran! (Daqui P´ra Frente); R: Catarina Ruivo
- 2008: Liberdade 21 (TV-Serie)
- 2009: A Colecção Invisível; R: Rita Azevedo Gomes
- 2010: Cinerama; R: Inês Oliveira
- 2010: O Dez (Fernsehfilm); R: versch. (Koordinator und Produzent: Leonel Vieira)
- 2010: Cidade Despida (TV-Serie)
- 2010–2011: Conta-me Como Foi (TV-Serie)
- 2011: E o Tempo Passa; R: Alberto Seixas Santos
- 2011: Laços de Sangue (TV-Serie)
- 2012: A Vingança de Uma Mulher; R: Rita Azevedo Gomes
- 2016: Correspondências; R: Rita Azevedo Gomes
- 2017: Espelho d'Água (Telenovela)
- 2018: Die Portugiesin (A Portuguesa); R: Rita Azevedo Gomes
- 2021: Bis dass das Leben uns scheidet (TV-Serie, zwei Folgen)
- 2021: Boa Noite (Kurzfilm); R: Catarina Ruivo
- 2021: Glória (TV-Serie)
- 2022: O trio em mi bemol; R: Rita Azevedo Gomes
- 2022: Lua de Mel (TV-Serie)